# Comunidade Católica Shalom
A Comunidade Católica Shalom é uma Associação Privada Internacional de Fiéis da Igreja Católica, fundada em 9 de julho de 1982, em Fortaleza, Ceará, Brasil, por Moysés Louro de Azevedo Filho. Vinculada à Renovação Carismática Católica, tem como carisma a vivência da "paz" (Shalom), entendida como a reconciliação com Deus, consigo mesmo e com os outros, por meio do encontro com Jesus Cristo Ressuscitado, caracterizada por coragem criativa, acolhimento e impulso missionário. Reconhecida pela Santa Sé em 2007, está presente em mais de 160 dioceses em 40 países, com sede na Diaconia Geral, em Aquiraz, Ceará.

## História

### Contexto e Fundação
A Comunidade Shalom surgiu no contexto pós-Concílio Vaticano II, em um período de renovação eclesial marcado pela Renovação Carismática Católica e pela evangelização leiga, incentivada pelo Papa João Paulo II. Durante o X Congresso Eucarístico Nacional, em Fortaleza (1980), Moysés Azevedo, então com 20 anos, ofertou sua vida pela evangelização dos jovens ao Papa João Paulo II, com a bênção do arcebispo Dom Aloísio Lorscheider. Inspirado por esse encontro, Azevedo fundou uma lanchonete como centro de evangelização, inaugurada em 9 de julho de 1982, durante uma celebração eucarística, com a presença de Lorscheider. Maria Emmir Nogueira, co-fundadora, integrou-se em 1983, contribuindo para a consolidação inicial. Os Escritos (1984, 1986, 2005) e os Estatutos (2010) definem seu carisma e missão.

### Expansão e Reconhecimento
A partir dos anos 1990, a Comunidade expandiu-se pelo Brasil e internacionalmente, alcançando países como França, Canadá e Itália, totalizando mais de 160 dioceses em 40 países até 2018. Recebeu aprovação arquidiocesana entre 1996 e 1998, sob Dom Cláudio Hummes, e reconhecimento pontifício em 2007 como Associação Privada Internacional de Fiéis. Na audiência geral de 14 de março de 2007, o Papa Bento XVI saudou a Comunidade Shalom de Fortaleza, expressando votos de que avivasse sua consciência missionária e contribuísse para a unidade na verdade e no amor. Os estatutos foram aprovados em 2012 por Bento XVI. Em 2017, cerca de 3.000 membros foram recebidos pelo Papa Francisco no Vaticano. Em 2022, durante os 40 anos da Comunidade, membros renovaram sua oferta de vida em Roma perante Francisco, reafirmando seu compromisso eclesial. O Festival Halleluya, iniciado em 1997, tornou-se um marco na evangelização jovem.

## Carisma e Espiritualidade
O carisma Shalom fundamenta-se na saudação de Jesus Ressuscitado («A paz esteja convosco», Jo 20,19-26), expressando a reconciliação com Deus, consigo mesmo e com os outros, por meio do amor esponsal, contemplação, unidade e evangelização. Caracteriza-se por coragem criativa, acolhimento e impulso missionário, refletidos em iniciativas globais. A espiritualidade inclui:
- Contemplação: Oração pessoal diária (1 hora), estudo da Palavra (1 hora), Eucaristia diária, adoração ao Santíssimo Sacramento (semanal) e reconciliação mensal.[1]
- Amor Esponsal: Inspirado por São Francisco de Assis (despojamento) e Santa Teresa de Jesus (oração contemplativa), é um chamado a amar Cristo incondicionalmente.[2][14][3]
- Unidade: Reflete a comunhão trinitária, acolhendo celibatários, casados e sacerdotes em fraternidade.[1][3]
- Dimensão Mariana: A Virgem Maria, como Rainha da Paz, é modelo de doação e confiança.[2][15][3]
- Louvor e Penitência: Louvor carismático (oração em línguas, cânticos) e penitência às sextas-feiras, com destaque para tempos litúrgicos.[1][16]

Santa Teresinha do Menino Jesus, intercessora para a juventude, e São José, patrono da Obra Shalom, complementam os padroeiros São Francisco e Santa Teresa, conforme orientação de Dom Aloísio Lorscheider. Práticas como efusão do Espírito Santo e glossolalia caracterizam a espiritualidade carismática. O Tau, usado ao pescoço, simboliza a eleição e o discipulado.

## Missão
A missão Shalom é evangelizar com ousadia, focando jovens, famílias, crianças e pobres, por meio de grupos de oração, centros de evangelização, artes, comunicação e obras de misericórdia, promovendo a unidade na verdade e no amor. Inspirada pela parresia, forma discípulos-missionários, integrando atividades seculares à santificação. O Festival Halleluya, Acamps, seminários e projetos sociais refletem sua coragem criativa e acolhimento.

## Estrutura e Organização
| Etapas    | Definitivos | Definitivos | Promessas Temporárias (T) | Promessas Temporárias (T) | Discipulo (D) | Discipulo (D) | Postulante (P) | Postulante (P) | Vocacionados (V) | Vocacionados (V) | Ovelha | Ovelha |        |        |
| Cordão () |             |             |                           |                           |               |               | Não há         | Não há         | Não há           | Não há           | Não há | Não há | Não há | Não há |

### Comunidades
A Comunidade organiza-se em:
- Comunidade de Vida (CV): ~1.600 membros vivem em Casas Comunitárias, com votos de pobreza, castidade e obediência.[20][1]
- Comunidade de Aliança (CAL): ~11.000 membros integram o carisma em suas vidas familiares e profissionais, em Células Comunitárias.[20][1]

A Obra Shalom, com ~20.000 participantes, engloba simpatizantes de grupos de oração e eventos. A Comunidade inclui jovens, famílias, celibatários e sacerdotes, refletindo sua diversidade.

### Formação
A formação ocorre em etapas (Postulantado, Discipulado, Promessas Temporárias e Definitivas), respeitando a liberdade e o discernimento vocacional, conforme orientação do Papa Francisco. A CV segue uma rotina ascética (missa diária, Liturgia das Horas, silêncio matutino), enquanto a CAL adapta essas práticas.

### Governo
O governo é liderado pelo Moderador Geral, Moysés Azevedo (fase fundacional), eleito por 5 anos, com um Conselho Geral. Em cada diocese, um Responsável Local e um Conselho Local administram a Comunidade, em comunhão com os pastores.

## Administração
A Comunidade vive da Providência Divina, com São José como patrono. A Comunhão de Bens é praticada: membros da CAL destinam 10% de seus rendimentos à Obra e contribuem para um Fundo de Comunhão Comunitário voltado aos pobres. O Ecônomo Geral e Ecônomos Locais gerem os bens com transparência.

## Impacto Cultural e Social
A Comunidade exerce influência cultural por meio do Festival Halleluya (desde 1997), que atrai multidões com música católica e evangelização jovem. Suas composições, no livro Cantai a Deus com Alegria, e ícones como o "Príncipe da Paz" expressam o amor esponsal. A rádio Shalom FM 91.7 (Fortaleza, desde 2019) e a presença digital (319 mil seguidores no Instagram, 610 mil no Facebook, 350 mil inscritos no YouTube em 2022) amplificam sua mensagem. Projetos sociais em bairros pobres e apoio a paróquias refletem seu compromisso com a misericórdia. A Comunidade promove vocações, conversões e famílias, respondendo ao anseio jovem por uma fé radical, conforme o Sínodo dos Jovens de 2018.

## Análise Sociológica
A Shalom é reconhecida por sua forte pertença identitária, promovida por processos formativos que integram leigos em uma espiritualidade carismática. A liderança de Moysés Azevedo, legitimada por seu encontro com João Paulo II, combina carisma e institucionalização, desafiando a teoria weberiana. Maria Emmir Nogueira complementa com formações e escritos. A ênfase sobrenatural pode limitar a autonomia da consciência, distanciando-se da espiritualidade latino-americana pós-Medellín, que prioriza a justiça social.

## Desafios Contemporâneos
A espiritualidade carismática, embora agregadora, pode desconectar-se do cotidiano, limitando o engajamento com justiça social e ecologia. A militância digital levanta preocupações sobre autorreferencialidade. Francisco exorta a Comunidade a respeitar a liberdade vocacional e a permanecer aberta ao Espírito Santo, discernindo seu futuro em fase fundacional.